# Campeonato Paulista 1938
In 1938 werd het 37ste Campeonato Paulista gespeeld voor clubs uit de Braziliaanse staat São Paulo. De competitie werd gespeeld van 13 maart 1938 tot 25 april 1939 en werd gewonnen door Corinthians. 

## Eindstand
| Plaats | Club                | Wed. | W | G | V | Saldo | Ptn. |
| ------ | ------------------- | ---- | - | - | - | ----- | ---- |
| 1.     | Corinthians         | 10   | 7 | 3 | 0 | 19:8  | 17   |
| 2.     | São Paulo           | 10   | 6 | 2 | 2 | 30:13 | 14   |
| 3.     | Portuguesa Santista | 10   | 6 | 1 | 3 | 22:13 | 13   |
| 4.     | Palestra Itália     | 10   | 5 | 2 | 3 | 21:22 | 12   |
| 5.     | Juventus            | 10   | 4 | 1 | 5 | 14:15 | 9    |
| 6.     | Santos              | 10   | 4 | 1 | 5 | 22:18 | 9    |
| 7.     | Portuguesa          | 10   | 4 | 0 | 6 | 20:18 | 8    |
| 7.     | Hespanha            | 10   | 4 | 0 | 6 | 15:18 | 8    |
| 7.     | São Paulo Railway   | 10   | 3 | 2 | 5 | 19:23 | 8    |
| 10.    | Ypiranga            | 10   | 4 | 0 | 6 | 15:23 | 7    |
| 11.    | Luzitano            | 10   | 2 | 0 | 8 | 12:38 | 4    |

|  | Kampioen |

#### Kampioen
| Campeonato Paulista de 1938      |
| São Paulo                        |
| -------------------------------- |
| CORINTHIANS Kampioen (10° titel) |

## Topschutter
| Speler            | Speler | Goals | Club      |
| ----------------- | ------ | ----- | --------- |
| Vlag van Brazilië | Elyseo | 13    | São Paulo |